# Maike Mia Höhne
Maike Mia Höhne (auch Maike Höhne; * 26. November 1971 in Hannover) ist eine deutsche Filmregisseurin und Filmkuratorin.

## Leben
Maike Mia Höhne studierte von 1994 bis 1999 Visuelle Kommunikation an der Hochschule für Bildende Künste Hamburg, an der Escuela de Bellas Artes in Havanna sowie der Escuela Internacional de Cine y Televisión in San Antonio de los Baños, Kuba. Nach einem Arbeitsaufenthalt in Buenos Aires absolvierte sie an der Hochschule für Bildende Künste Hamburg ein Aufbaustudium mit Schwerpunkt Film.
Seit 2001 arbeitet sie als freie Autorin, Dozentin, Kuratorin, Produzentin, Fotografin und Regisseurin. Für das Kurzfilmmagazin Kurzschluß von arte produzierte sie mehrere Beiträge. Ihre Filme werden von arsenal experimental und der Kurzfilmagentur Hamburg vertrieben. Daneben hält sie Seminare, u. a. bei der Hamburg Media School oder der Münchner Filmwerkstatt. 2016 lief ihr erster Langfilm 3/4 im Kino.
Von 2007 bis 2019 war sie Kuratorin und Leiterin der Kurzfilmsektion Berlinale Shorts der Berlinale. Im März 2019 übernahm sie die künstlerische Leitung beim Internationalen Kurzfilm Festival Hamburg.
Seit 2019 ist sie Professorin für Film an der University of Europe for Applied Sciences in Hamburg und Leiterin des Fachbereichs Art & Design, Studiengang Film.
Maike Mia Höhne lebt mit ihrem Mann und ihren beiden Kindern in Hamburg.

## Filme
- 2022/2023: Clown*esses (Produzentin)
- 2021: Als Susan Sontag im Publikum saß (Idee)
- 2015–2017: Dazu den Satan zwingen (Mitwirkung)
- 2017: All Small Bodies (Produzentin)
- 2012/2013: 3/4 (Regie, Drehbuch)
- 2011: Warum wir waren was wir waren (Regie, Drehbuch, Produzentin)
- 2005/2006: Esmas Geheimnis – Grbavica (Darstellerin)
- 2005: Eine einfache Liebe (Regie, Drehbuch, Produzentin)
- 2002: Von der Hingabe (Regie, Drehbuch)
- 1998: Fin de siglo (Regie, Drehbuch)
- 1996: Kleine Reise (Regie)
- 1995: Ce sont les autres qui vont mourir / und sterben werden die anderen ... (Regie)

## Veröffentlichungen
- Mit Claudia Lenssen: Kino, Festival, Archiv – die Kunst, für gute Filme zu kämpfen: Erika und Ulrich Gregor in Gesprächen und Zeitzeugnissen. Schüren Verlag, Marburg 2022, ISBN 978-3-7410-0404-9
- Archiv der Blicke: Filme von Rüdiger Neumann. Hrsg.: Filmgalerie 451; Arsenal – Institut für Film und Videokunst, Textheft + 2 DVDs, Materialverlag, Hamburg 2010, ISBN 978-3-938158-70-8
- Von Politik, Sex und anderen Dingen: 24 Filme aus der Hochschule für Bildende Künste Hamburg von 1966 bis 2002. Hrsg. Maike Mia Höhne, Hochschule für Bildende Künste Hamburg, DVD + Beilage, Materialverlag, Hamburg 2004, ISBN 978-3-938158-00-5